# SUMMER SUN PRINCESS '22
『SUMMER SUN PRINCESS '22』（サマーサンプリンセス・トゥートゥー）は、日本の女子プロレス団体東京女子プロレスが大田区総合体育館で行った興行。

## 概要
東京女子プロレスが立ち上げる3つ目のビッグマッチとして、2022年3月19日に両国国技館で行われた『GRAND PRINCESS '22』の中で開催が発表された。本興行では観客からの要望を受け、2020年初頭からはじまった新型コロナウイルス感染症（COVID-19）の流行への対策として実施されてきた規制が緩和され、紙テープの投げ入れと横断幕の掲示が可能になったほか、声援もマスク着用という条件付きで可能となった。
大会は、タイトルマッチ3試合を含む全9試合が行われた。第3試合は、当初は渡辺未詩とウィロー・ナイチンゲールによるシングルマッチと発表されていたが、ナイチンゲールがビザ取得に関わるトラブルで来日が不可能となり、渡辺の対戦相手は水波綾へと変更された。第7試合のインターナショナル・プリンセス王座戦では伊藤麻希がアレックス・ウィンザーに敗れて、ベルトがイギリスに流出。セミファイナルのプリンセスタッグ選手権試合では、令和のAA砲というタッグチーム名となった赤井沙希&荒井優希組が、25分近い熱闘の末にマジカルシュガーラビッツ（坂崎ユカ&瑞希）を破り、両者王座初戴冠となった。メインイベントのプリンセス・オブ・プリンセス選手権試合は、滝行を行うなどして並々ならぬ決意で王座奪回に挑んできた辰巳リカの猛攻を王者の中島翔子がしのぎ切って防衛に成功した。

## 試合
| オープニングマッチ 15分一本勝負 シングルマッチ                     |                                            |                                              |
| ●長野じゅりあ                                                      | 4分58秒 羅生門                             | 宮本もか〇                                   |
| 第二試合 20分一本勝負 8人タッグマッチ                              |                                            |                                              |
| アジャコング 〇愛野ユキ らく 原宿ぽむ                              | 12分28秒 ヴィーナスDDT→エビ固め            | ハイパーミサヲ 角田奈穂 猫はるな 鳥喰かや●   |
| 第三試合 15分一本勝負 シングルマッチ                               |                                            |                                              |
| 〇水波綾                                                           | 11分53秒 ホットリミット→片エビ固め         | 渡辺未詩●                                    |
| 第四試合 20分一本勝負 タッグマッチ                                 |                                            |                                              |
| 〇志田光 乃蒼ヒカリ                                                | 13分32秒 荒鷲ドライバー→体固め             | 上福ゆき 桐生真弥●                           |
| 第五試合 20分一本勝負 タッグマッチ                                 |                                            |                                              |
| 里歩 ●遠藤有栖                                                     | 14分21秒 リング・ア・ベル→エビ固め         | 駿河メイ 鈴芽〇                              |
| 第六試合 30分一本勝負 インターナショナル・プリンセス選手権試合     |                                            |                                              |
| ●伊藤麻希 （第7代王者）                                            | 13分22秒 GTF→エビ固め                      | アレックス・ウィンザー〇 （挑戦者）          |
| 第7代王者が5度目の防衛に失敗、ウィンザーが第8代王者となる。        |                                            |                                              |
| 第七試合 20分一本勝負 スペシャルシングルマッチ                     |                                            |                                              |
| ●サンダー・ロサ                                                    | 13分39秒 首固め                            | 山下実優〇                                   |
| セミファイナル 30分一本勝負 プリンセスタッグ選手権試合             |                                            |                                              |
| 坂崎ユカ ●瑞希 （第9代王者組・マジカルシュガーラビッツ）           | 24分28秒 ダブル新人賞→体固め               | 赤井沙希〇 荒井優希 （挑戦者組・令和のAA砲） |
| 第9代王者組が6度目の防衛に失敗、令和のAA砲が第10代王者組となる。   |                                            |                                              |
| メインイベント 30分一本勝負 プリンセス・オブ・プリンセス選手権試合 |                                            |                                              |
| 〇中島翔子 （第10代王者）                                          | 19分23秒 ダイビング・セントーン→片エビ固め | 辰巳リカ● （挑戦者）                         |
| 第10代王者が4度目の防衛に成功。                                    |                                            |                                              |